# Neodon chayuensis
Neodon chayuensis — вид гризунів родини Cricetidae. Зустрічається тільки в Китаї.